# Маденієт (Єсільський район)
Маденіє́т (каз. Мәдениет) — село у складі Єсільського району Північноказахстанської області Казахстану. Входить до складу Петровського сільського округу.
Населення — 29 осіб (2021; 42 у 2009, 66 у 1999, 63 у 1989).
Національний склад станом на 1989 рік:
- казахи — 100 %.